# Wé (Nowa Kaledonia)

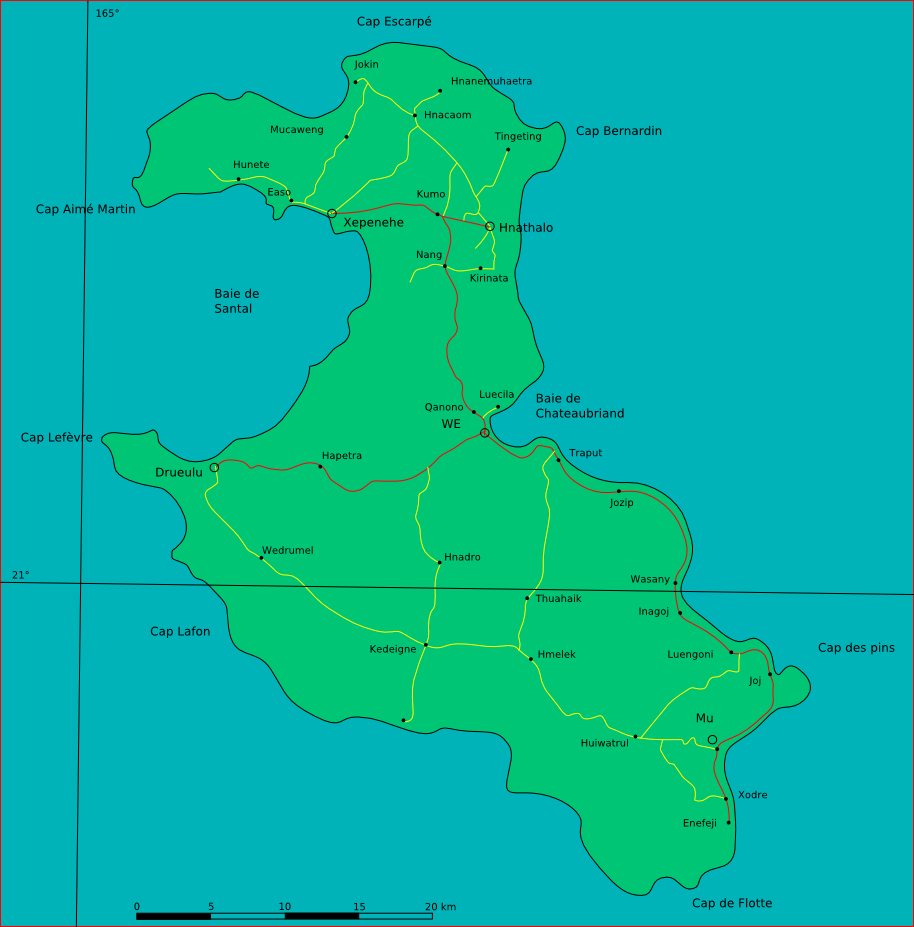
Mapa Wyspy

Wé – miasto w Nowej Kaledonii, terytorium zależnego Francji, na wyspie Lifou (Wyspy Lojalności). Miasto leży nad Zatoką Chateaubriand w centralnej części wschodniego wybrzeża wyspy.
Ludność: około 10,3 tys. mieszkańców (2004).